# Chvalkovice (zámek)
Zámek Chvalkovice se nachází na ostrohu ve východní části obce Chvalkovice v okrese Náchod. Zámek je nemovitou kulturní památkou, která byla zapsána do státního seznamu kulturních památek v roce 1964 pod č. 26045/6-1638.

## Historie
Ve východní části obce Chvalkovice stála tvrz, která byla založena pravděpodobně už v první polovině 14. století. První písemná zmínka o tvrzi pochází z roku 1370, kdy je zmiňován její držitel Petr z Chvalkovic. Tvrz byla postavena z kamene a částečně sroubena ze dřeva. V roce 1548 jsou v zemských deskách Chválkovice uváděny jako zámek a majitelem zámku byl rod Chvalkovských z Hustířan, který držel zámek do roku 1600, kdy jej koupil Petr Dobřenský z Dobřenic. V roce 1678 Ferdinand Dobřenský nechal přistavět nové barokní křídlo s průjezdem do dvora a s vysokou věží. Další úpravy byly provedeny v roce 1738 a kolem roku 1853. V roce 1792 připojil Petr Biron, vévoda kuronský a zaháňský, Chvalkovice k náchodskému panství. V roce 1825 Kateřina Zaháňská nechala strhnout a odstranit poslední zbytky tvrze a později při dalších úpravách byla stržena věž. V roce 1842 koupil zámek Jiří Vilém Schaumburg-Lippe. Rod Schaumburg-Lippe vlastnil zámek do roku 1918, kdy jej převzal i s pozemky Pozemkový úřad. Ze zámku se stal statek, který na jaře 1926 koupil (jako zchátralý zámek) továrník Vilém Dlabola. Zámek byl opravován v letech 1928–1936 a podle návrhu architekta Karla Jarolímka ze Dvora Králové nad Labem bylo přistavěno východní křídlo a sjednocena fasáda. Po druhé světové válce byl zámek znárodněn a sídlil v něm státní statek, pak náležel obecnímu úřadu a následně jednotnému zemědělskému družstvu. V současné době (2024) je v soukromých rukou a je nepřístupný.

## Popis
Zámek je patrová trojkřídlá stavba s nádvořím na špici ostrohu, které je uzavřeno zbytkem hradby původní tvrze. Gotické sídlo prošlo renesanční přestavbou přes vrcholné baroko až po secesní přestavbu v třicátých letech 20. století.

### Tvrz
Tvrz postavena na vejčitém půdorysu s tupě seříznutou špicí (42 × 32 m) byla situována na skalnaté ostrožně. Zbytek dva metry silné obvodové hradby s několika štěrbinovými střílnami uzavírá v oblouku jižní část nádvoří zámku. Hradba byla postavena z drobného lomového kamene na maltě. Na zdi jsou patrné úpravy v podobě přezdívek a přizdívek či cihelných zazdívek. Původní palác stál pravděpodobně v jižní špici a další objekt byl v čelní části tvrze. V období gotiky byla nahrazena západní část zdi, která sjela ze svahu, novou zdí postavenou výše a ve slabším rozsahu.

### Opěrná zeď
Na západním svahu byla postavena opěrná zeď zpevněna osmi přízedními pilíři a na obou koncích byly vztyčeny věže. Až čtyřmetrové základy opěrné zdi stojí na silné betonové desce. Zeď je neomítaná vyzděna z různě velikých kvádrů s častými haklíky. Hranolová severní věž s nárožními lizénami má vstupní portál s obíhající lištou na západní straně. Nad vchodem je okno s plochou šambránou a vykrojenými kouty. Jižní válcová věž má vstup s obíhající lištou na jižní straně a na západní straně je trojdílné okno v šambráně. Opěrná zeď byla postavena v třicátých letech 20. století.

### Zámek
Budovy zámku jsou patrové částečně podsklepené postavené z lomového kvádříkového zdiva a částečně z cihel. Mansardová střecha se zděnými vikýři je krytá bobrovkami. Sklepy mají převážně valené klenby a jsou přístupné kamenným schodištěm z průjezdu. Vstupní průčelí je členěno devíti okenními osami, pásovou kordonovou římsou, profilovanou hlavní římsou a nárožními lizénami. Okna jsou v šambránách s podokenní římsou. Nad klenákem v šambráně je nadokenní římsa se střídajícím se trojúhelníkovým a segmentovým frontonem. Okna v patře nemají nadokenní římsu, ale mají pod okny lambrekýny. V přízemí je mohutný vjezdový portál s půlkruhovým záklenkem.
Členění křídel je stejné jako u vstupního průčelí. Nádvorní arkáda je pětiosá postavena z tesaných pískovcových kvádrů. Sokl je z kamenných desek, mezipatrová římsa je hranolová a nad hlavní profilovanou římsou je betonová balustrádová atika. Arkády mají neomítané křížové klenby složené ze tří polí oddělenými pasy, v křížení žeber ve vrcholu jsou válcové svorníky. V patře jsou arkády plochostropé.
Východní a západní křídlo mají ploché stropy. Severní křídlo má místnost s valenou klenbou s dvojicí trojbokých výsečí. Na klenbě je vzor kosočtverečných polí. V patře jsou místnosti plochostropé.